# 达罗夫斯科伊
达罗夫斯科伊（羅馬化：Darovskoy）是俄罗斯基洛夫州的市级镇、达罗夫斯科伊区行政中心，位于维亚特卡河流域内两支流达罗夫卡河（Даровка）和科布拉河（Кобра）交汇处，地处基洛夫州西部，在州府基洛夫西偏北方。
该地2021年人口有6,242人；2010年人口7,125；2002年人口7,488；1989年人口7,224。